# Lukići (Bar)
Pour les articles homonymes, voir Lukići.
Lukići (en serbe cyrillique : Лукићи; en albanais: Lukaj) est un village du sud du Monténégro, dans la municipalité de Bar. Ce village ne compte plus d'habitant d'après le dernier recensement de 2003.

## Démographie

### Évolution historique de la population
| 1948 | 1953 | 1961 | 1971 | 1981 | 1991 | 2003 |
| ---- | ---- | ---- | ---- | ---- | ---- | ---- |
| 89   | 76   | 70   | 54   | 25   | 12   | 0    |